# 萬萬沒想到：西遊篇
《萬萬沒想到：西遊篇》是由叫獸易小星執導的奇幻喜劇電影，由黃建新監製，韓寒擔任藝術指導，楊子姍、白客、陳柏霖、馬天宇、劉循子墨等出演。於2015年12月18日在中國大陸上映。

## 剧情
《萬萬沒想到：西遊篇》講述的是主人公王大錘是生來就與眾不同的小妖，他自認為是石牛鎮的妖王、降妖的英雄。遇到孫悟空後，斬妖除魔，守護石牛鎮的故事。

## 角色
| 演員       | 角色     | 备注 |
| 白客       | 王大錘   | 自詡當地妖王的青年，石牛化身，最終利用自己本身是石牛的特點擊敗了邪魔，但自己也犧牲了。                         |
| 楊子姍     | 蘇小美   | 大錘女友，最後跟被石化的石牛大錘在一起。                                                                       |
| 陳柏霖     | 唐僧     | 西行取經時遭遇妖怪被悟空用金箍關在裡面，直到邪魔被擊敗後才脫困。                                               |
| 劉循子墨   | 孫悟空   | 大師兄，武功高強，不過卻打不過邪魔導致自己的金身被煉化，成為一個普通人，後來尋回金丹恢復真身。                 |
| Mike       | 豬八戒   | 二師兄，心善好吃，陪同師父一起被關在金箍裡，直到邪魔擊敗後才脫困。                                             |
| 叫獸易小星 | 沙僧     | 小師弟，沒什麼存在感，不過卻心與師父同在，陪同師父一起被關在金箍哩，直到邪魔擊敗後才脫困。                     |
| 馬天宇     | 慕容白   | 風度翩翩的驅魔二代，不過卻因為家族詛咒而導致入魔，最後因為心生一絲善念而在緊要關頭用最終極絕招和邪魔同歸於盡。 |
| 趙文瑄     | 慕容皓   | 慕容家先祖，引導大錘來到石牛洞                                                                                 |
| 曾志偉     | 土地公公 | 看似可愛的土地公，與悟空為好基友，其實是邪魔的化身。                                                           |
| 葛布       | 葉沉魚   | |
| 佟麗婭     | 蠍子精   | 奔波兒灞的妻子，差點要把悟空做成料理。                                                                         |
| 張本煜     | 村長     | |
| 喬任梁     | 奔波兒灞 | 蠍子精的丈夫，差點要把悟空做成料理。                                                                           |
| 趙英俊     | 打鼓小妖 | 在電影中亂入演唱大王叫我來巡山，被大錘打趴。                                                                   |
| 至尊玉     | 李長淮   | |
| 柯達       | 柯北海   | |
| 賈玲       | 賈玲兒   | 慕容白的粉絲                                                                                                   |
| 韓寒       | 白龍馬   | 最後現出人身時還在吃草                                                                                         |
| 孔連順     | 孔連兒   | 慕容白的粉絲                                                                                                   |
| 鄭合惠子   | 鄭秋蕭   | [ 7 ] |

## 音乐
| 类型             | 曲目名称       | 词作者 | 曲作者 | 演唱           |
| ---------------- | -------------- | ------ | ------ | -------------- |
| 电影推广曲、插曲 | 大王叫我来巡山 | 赵英俊 | 赵英俊 | 贾乃亮、贾云馨 |